# Junia
Junia ist ein Frauenname, der in der  antiken Literatur vielfach belegt ist. 

## Herleitung
Der Name Junia leitet sich von der römischen Göttin Juno ab und bedeutet „die zur Juno gehörende“.

## Varianten
- Iunia (lateinisch)
- Júnía (isländisch)

## Namensträgerinnen
- Iunia Silana, römische Senatorentochter, bekannt als Gegenspielerin der Agrippina
- Iunia Calvina, römische Senatorentochter
- eine Apostelin, siehe Junia (Apostel)
- früherer Künstlername der Sängerin Jacqueline Zebisch, siehe Ella Endlich

## Weitere Benennungen
- Zeitschrift der Katholischen Frauengemeinschaft Deutschlands (seit Januar 2021)
- Apostelin-Junia-Kirche, Kirche der altkatholischen Gemeinde in Augsburg (seit 2012)